# 谷昌县
谷昌县，西汉至南朝梁时期的县，治所在今云南省昆明市官渡区羊甫头墓地附近，辖境包括呈贡以北的昆明坝区。

## 历史
汉武帝元封二年（前109年），将军郭昌平定西南夷，设益州郡。又以将军威名设郭昌县，汉宣帝（前74年－前48年）时改为谷昌县。两汉时属益州郡，三国蜀汉改益州郡为建宁郡，谷昌改属建宁。西晋泰始七年（271年），武帝划建宁、兴古、云南、永昌四郡设立宁州，谷昌县属宁州建宁郡。太安二年（303年），晋惠帝分建宁以西七县另立为益州郡，谷昌县改属益州郡，永嘉二年（308年）改益州郡为晋宁郡。南朝宋、齐属晋宁郡，齐时南中各地已被大姓爨氏控制，萧梁仅能遥领宁州，到陈朝即不再统治宁州。
郭昌在元封六年（前105年）平定益州郡昆明夷反叛时被击败，遭朝廷夺印，朱惠荣指出汉王朝是否会用一个被夺印的将军名字来做县名存疑，“谷昌”一名应从《蛮书》之说，来自当地酋长“谷昌王”。
2021年，河泊所遗址考古挖掘出有关谷昌县的实物材料，有“谷昌”简牍。

## 地望
因《蛮书》称柘东城“东十馀里有谷昌村”，因此一般认为谷昌县在后世昆明城以东十里。此外，《寰宇通志》定谷昌县于与云南府城南北相距十里的“苴兰故城”，汪士铎定于富民县北，吕调阳定于贵州大定府。方国瑜认为富民、大定二说失之甚远，系任意为说。
随着20世纪考古工作的推进，羊甫头墓地被发现，与《蛮书》“东十馀里”的记载相埒，谷昌县治因此推测在这附近，杨帆认为在羊甫头墓地与天子庙古墓群之间，大致为牛街庄、鸣泉－小板桥一带。朱惠荣将谷昌县治定于阿拉街道高桥村，此地距离羊甫头墓地甚近，距天子庙古墓群、小松山墓地、麻莪村冶铸遗址不远，且在宝象河谷口与滇池古湖岸线交汇处，是古滇国及汉晋益州郡治对外控扼的咽喉，战略位置重要。

## 纪念
明初日本诗僧机先作组诗《滇阳六景》，其中《金马朝晖》有诗句“汉将开边古道通”。
1945年，因昆明县与昆明市重名，云南省政府上报国民政府行政院，要求将昆明县改为“谷昌县”。行政院于民国34年（1945年）6月28日以平人字第13816号令，颁发“云南省谷昌县印”一颗。谷昌县印颁发到昆明县后，昆明县参议会、政府机关及群众团体均反对更名。民国37年（1948年）三月，行政院批准仍保留昆明县名，同月12日，昆明县长方国定将“云南省谷昌县印”原封上缴注销。谷昌县印从未启用，实际上未行使更名，仅社会上有少量改用“谷昌县”的情况。
1946年，盘龙江上游建成“谷昌坝”，位于昆明东北郊回流湾村以南一千米的芹菜冲，因谷昌县而得名，坝南端有《建谷昌坝碑》二方。松华坝水库建成后被淹没。

## 引用
1. ↑  昆明羊甫头墓地（2005年），第4页
2. ↑  汉书，卷六·武帝纪，第194页："（元封二年六月）又遣将军郭昌、中郎将卫广发巴蜀兵平西南夷未服者，以为益州郡。"
3. 1 2  华阳国志，卷四·南中志，第272页："谷昌县，汉武帝将军郭昌讨夷，平之；因名郭昌，以威夷。孝章时改为谷昌也。"
4. ↑  道光云南通志稿，卷三十二，建置志一之二·沿革二，第八页："益州郡谷昌 谨案：谷昌旧址当以《蛮书》为古而可据，明统志旧志恐皆未确。《华阳国志》之说，《前汉书》县已名谷昌，恐未可凭，或孝章系孝宣之误。"
5. ↑  汉书补注，前汉二十八上，第783页："案西京已名谷昌，章盖宣之误。"
6. ↑  汉书，卷二十八上·地理志八上，第1601页："益州郡，武帝元封二年开。……县二十四：滇池，双柏，同劳，铜濑，连然，俞元，收靡，谷昌，秦臧，邪龙，味，昆泽，叶榆，律高，不韦，云南，嶲唐，弄栋，比苏，贲古，毋棳，胜休，健伶，来唯。"
7. ↑  后汉书，志二十三·郡国五，第3512-3513页："益州郡，武帝置。……滇池，胜休，俞元，律高，贲古，毋棳，建伶，谷昌，牧靡，味，昆泽，同濑，同劳，双柏，连然，梇栋，秦臧。"
8. ↑  晋书，卷十四·地理上，第441页："建宁郡，蜀置，统县十七，户二万九千。味、昆泽、存䣖、新定、谈槀、母单、同濑、漏江、牧麻、谷昌、连然、秦臧、双柏、俞元、修云、泠丘、滇池。"
9. ↑  晋书，卷十四·地理上，第440页："泰始七年，武帝以益州地广，分益州之建宁、兴古、云南、交州之永昌，合四郡为宁州，统县四十五，户八万三千。"
10. ↑  晋书，卷十四·地理上，第441页："太康三年，武帝又废宁州入益州，立南夷校尉以护之。太安二年，惠帝复置宁州，又分建宁以西七县别立为益州郡。永嘉二年，改益州郡曰晋宁，分牂柯立平夷、夜郎二郡。"
11. ↑  宋书，卷三十八·州郡四，第1183页："晋宁太守，晋惠帝太安二年，分建宁西七县为益州郡，晋怀帝更名。……谷昌长，汉旧县，属益州郡，晋太康地志属建宁。"
12. ↑  南齐书，卷十五·州郡下，第304页："宁州，镇建宁郡，本益州南中，诸葛亮所谓不毛之地也。……晋宁郡：建伶、连然、滇池、俞元、谷昌、秦臧、双柏。"
13. ↑  尤中（1990年），第86-89页
14. 1 2  蛮书，卷六·云南城镇，第135-136页："柘东城，广德二年凤伽异所置也。其地汉旧昆川，故谓昆池。东北有井邑城隍，城西有汉城，土俗相传云是庄𫏋故城。城之东十馀里有谷昌村，汉谷昌王故地也。"
15. 1 2  朱惠荣（2017年），第162-163页
16. ↑  严勇. . 新华社. 2024-05-14  [2025-07-05].
17. ↑  《寰宇通志》，引自云南史料丛刊，第七卷，第137页："苴兰故城，与府城南北相距十余里，楚庄蹻王滇时所筑，一名谷昌城。"
18. ↑  汪士铎《汉志释地略》，引自史记两汉书三史 补编，第三册，第62页："谷昌，富民北。"
19. ↑  吕调阳《汉书地理志详释》，引自史记两汉书三史 补编，第三册，第36页："谷昌，今大定府。"
20. ↑  方国瑜（1987年），第61页
21. ↑  杨帆（2022年）
22. ↑  朱蕊（2018年），第174页
23. ↑  李恭（1995年）
24. ↑  吴光范（2004年），第168页